# Callisia
Callisia é um género botânico pertencente à família Commelinaceae.